# Georychus capensis
Georychus capensis là một loài động vật có vú trong họ Bathyergidae, bộ Gặm nhấm. Loài này được Pallas mô tả năm 1778.

## Hình ảnh

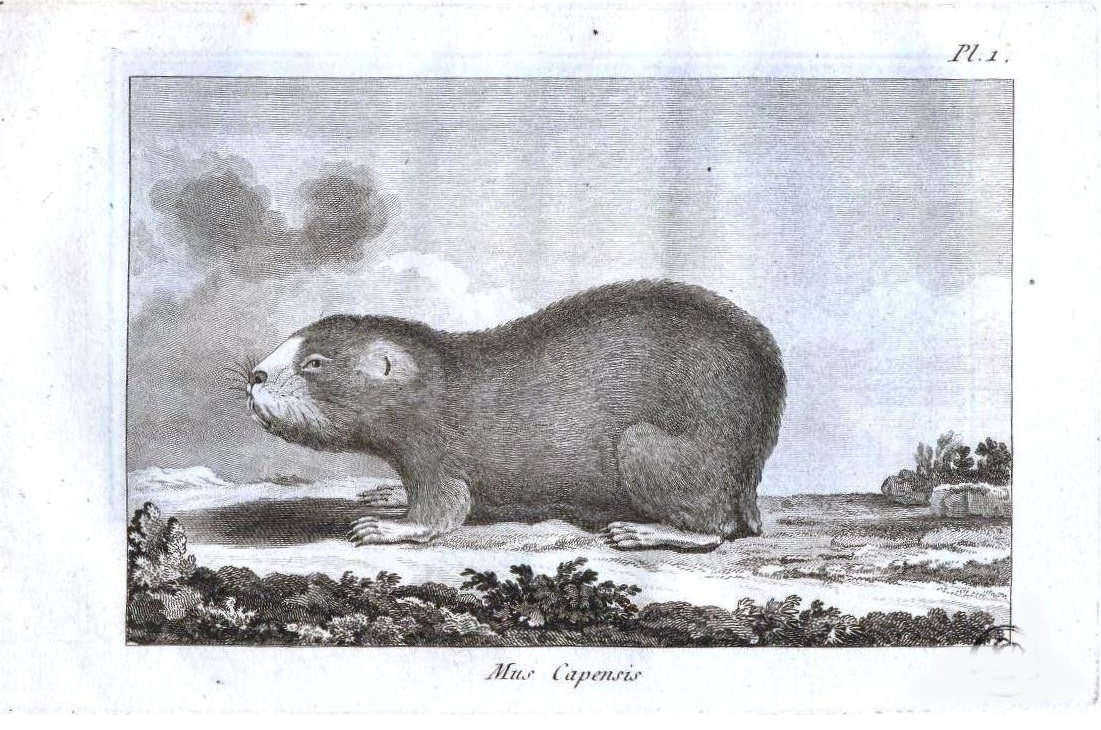
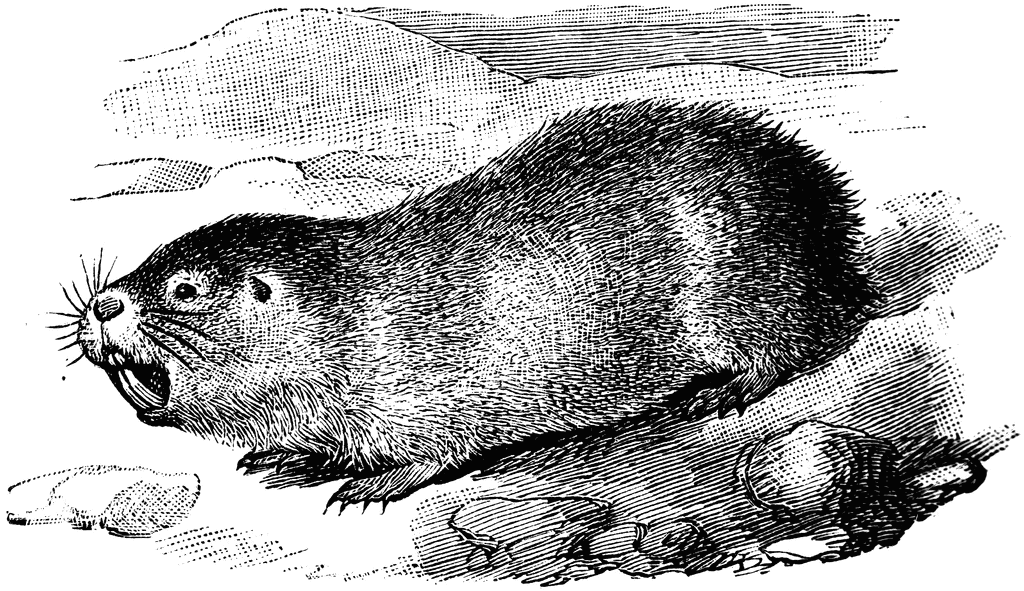
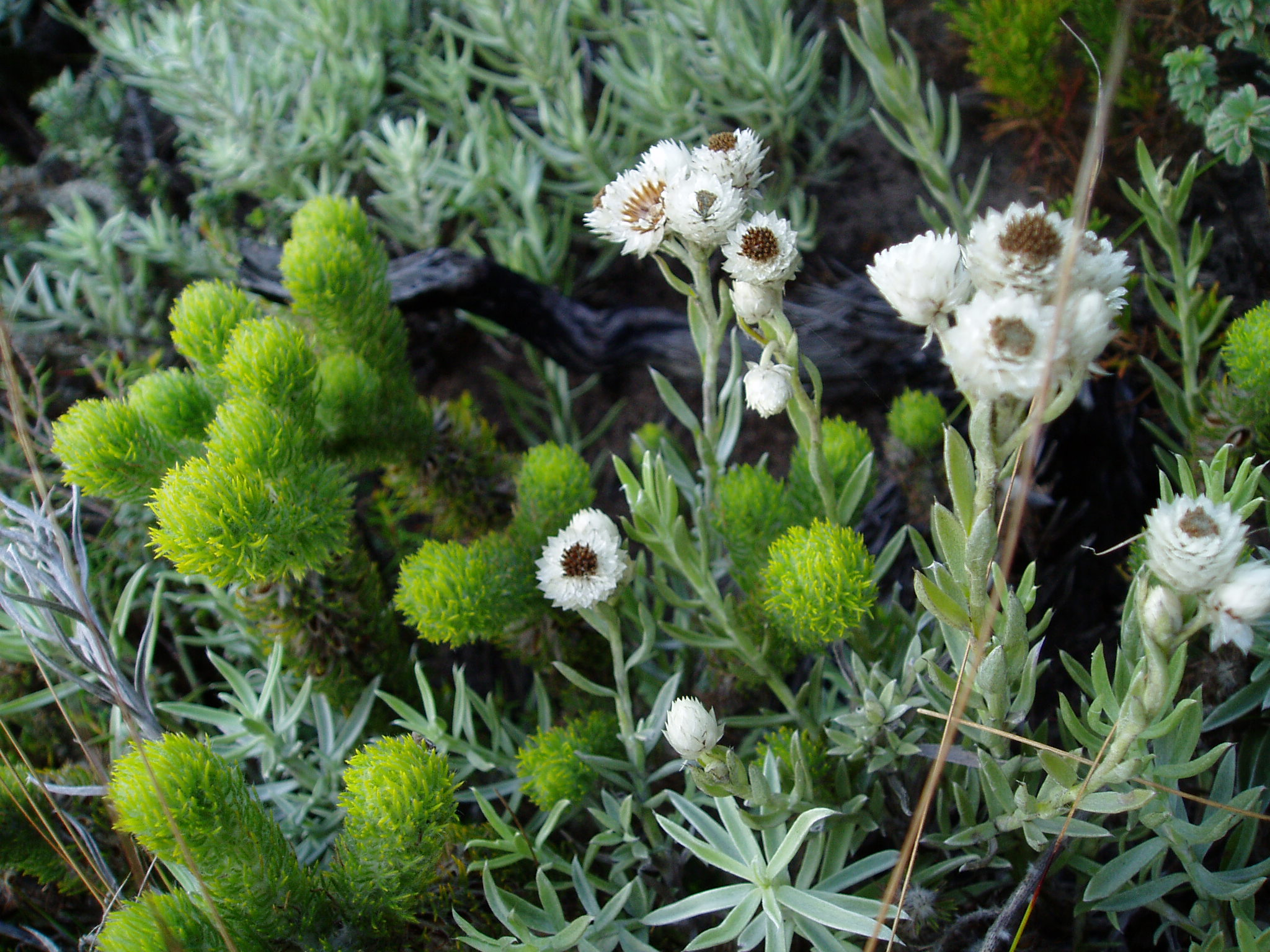